# دومنیکو پنزو
دومنیکو پنزو (انگلیسی: Domenico Penzo؛ زادهٔ ۱۷ اکتبر ۱۹۵۳) بازیکن فوتبال اهل ایتالیا است.
از باشگاه‌هایی که در آن بازی کرده‌است می‌توان به باشگاه فوتبال هلاس ورونا، باشگاه فوتبال یوونتوس، باشگاه فوتبال آ.اس. رم، باشگاه فوتبال برشا، باشگاه فوتبال باری، باشگاه فوتبال پیاچنزا، باشگاه فوتبال مونتسا، باشگاه فوتبال بنونتو، باشگاه فوتبال ناپولی، و باشگاه فوتبال وارزه اشاره کرد.